# (30853) 1991 UH3
1991 يو إتش 3 (ويعرف أيضًا باسم (30853) 1991 يو إتش 3 وفق تسمية الكوكب الصغير) (بالإنجليزية: 1991 UH3)‏ هو كويكب ضمن حزام الكويكبات؛ وترتيبه 30853 من حيث الاكتشاف.
اكتُشف هذا الجُرم الفلكي بواسطة هيروشي كانيدا في 31 أكتوبر 1991.

## وصلات خارجية
- (30853) 1991 UH3 في قاعدة بيانات مختبر الدفع النفاث لأجرام النظام الشمسي الصغيرة

- الاكتشاف · مخطط المدار ·  العناصر المدارية · المعلمات المادية

- (30853) 1991 UH3 على موقع ويكي سكاي: DSS2, SDSS, GALEX, IRAS, Hydrogen α, X-Ray, Astrophoto, Sky Map, Articles and images